# دون أمندوليا
دون أمندوليا (بالإنجليزية: Don Amendolia)‏ هو ممثل أمريكي، ولد في 1 فبراير 1945 في الولايات المتحدة.

## وصلات خارجية
- دون أمندوليا على موقع IMDb (الإنجليزية)
- دون أمندوليا على موقع قاعدة بيانات برودواي على الإنترنت (الإنجليزية)
- دون أمندوليا على موقع قاعدة بيانات الفيلم (الإنجليزية)